# Netpython
De netpython (Malayopython reticulatus) is een grote slang uit de familie pythons (Pythonidae). De soort werd lange tijd tot het geslacht Python gerekend. In 2004 werd de slang ingedeeld in het geslacht Broghammerus en sinds 2014 wordt de geslachtsnaam Malayopython gebruikt. Hierdoor is de slang in de literatuur onder verschillende wetenschappelijke namen bekend.
De netpython is met een maximale lengte van meer dan zeven meter een van de langste slangen ter wereld. De python wordt vaak in dierentuinen, maar ook door particulieren in gevangenschap gehouden en speelt een belangrijke rol in de internationale handel in slangenleer. De netpython is hierdoor een van de bekendste soorten slangen.

## Naam en indeling

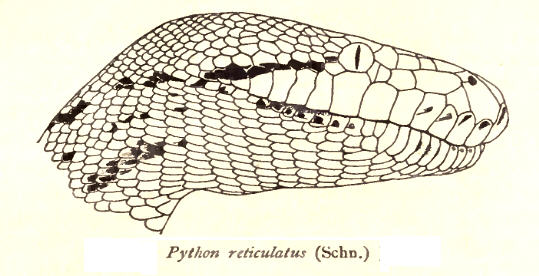
Tekening uit 1915 van Nelly de Rooij uit het boek The reptiles of the Indo-Australian archipelago.

De netpython werd in 1801 voor het eerst wetenschappelijk beschreven als Boa reticulata door Johann Gottlob Schneider. De soort behoorde later tot geslachten als Coluber en Python. In 2004 werd de groep door Hoser in het geslacht Broghammerus geplaatst. In 2014 werd deze geslachtsnaam vervangen door Malayopython omdat Broghammerus geen geldige naam bleek te zijn.
De naam Python reticulatus wordt vanwege de pas vrij recente hernoemingen echter nog veel gebruikt in de literatuur. Ook worden de pythons niet in alle indelingen als aparte familie gerekend, maar als onderfamilie van de reuzenslangen (Boidae) zodat ook de familie kan variëren in de literatuur. Er zijn, inclusief de nominale ondersoort, drie ondersoorten.
De netpython had lange tijd geen ondersoorten, maar in 2002 werden door Auliya et al twee nieuwe ondersoorten beschreven die een iets ander verspreidingsgebied hebben, maar het verschil zit vooral in de lengte. Beide ondersoorten worden beschouwd als dwergvormen en bereiken maximaal de helft van de lengte van de nominaatvorm M. r. reticulatus. De drie ondersoorten zijn:
| Naam                                 |  | Auteur                                  | Verspreidingsgebied                                                                              |
| ------------------------------------ |  | --------------------------------------- | ------------------------------------------------------------------------------------------------ |
| Malayopython reticulatus jampeanus   |  | Auliya, Mausfeld, Schmitz & Böhme, 2002 | Tot nu toe alleen bekend van het eiland Tanahjampea maar mogelijk op enkele omliggende eilanden. |
| Malayopython reticulatus reticulatus |  | Schneider, 1801                         | Nominaatvorm; in het grootste deel van het verspreidingsgebied.                                  |
| Malayopython reticulatus saputrai    |  | Auliya, Mausfeld, Schmitz & Böhme, 2002 | Het Zuid-Sulawesische eiland Selayar en delen van het vasteland van het eiland Sulawesi.         |

## Uiterlijke kenmerken
De netpython heeft een opvallend brede kop met in het midden van de bovenzijde een smalle donkere tot zwarte streep. Aan de zijkant van de kop loopt een donkere streep van vlak voor het oog tot de nek net achter de kaakhoek. De ogen zijn lichtbruin tot roodachtig van kleur en hebben een duidelijke verticale pupil. Zeer opvallend zijn de zogenaamde labiale groeven, die vooral van de voorzijde gezien goed zichtbaar zijn. De labiale groeven zijn zichtbaar als een rij 'gaten' tussen de schubben van de bovenlip, die een zintuiglijke functie hebben en warmtereceptoren bevatten. Hierdoor kan de nachtactieve slang zijn prooien, bestaande uit warmbloedige zoogdieren en vogels, in totale duisternis waarnemen. Labiale groeven komen ook voor bij andere boa's en pythons en ook de niet-verwante groefkopadders hebben dergelijke structuren.
De netpython heeft een bruine tot grijsbruine kleur met de karakteristieke nettekening waaraan de Nederlandse naam te danken is. Deze tekening bestaat uit diamantvormige vlekken, geflankeerd door kleinere vlekken aan de flanken. Ook de wetenschappelijke soortnaam reticulatus betekent netvormig, de Engelse naam is reticulated python. Dankzij de bruine kleuren en onregelmatige patronen is de python vrijwel onzichtbaar in de natuurlijke habitat; de uit dode bladeren bestaande strooisellaag van het bos. Over het gehele lichaam is een sterk iriserende glans aanwezig waardoor de slang glibberig aandoet.

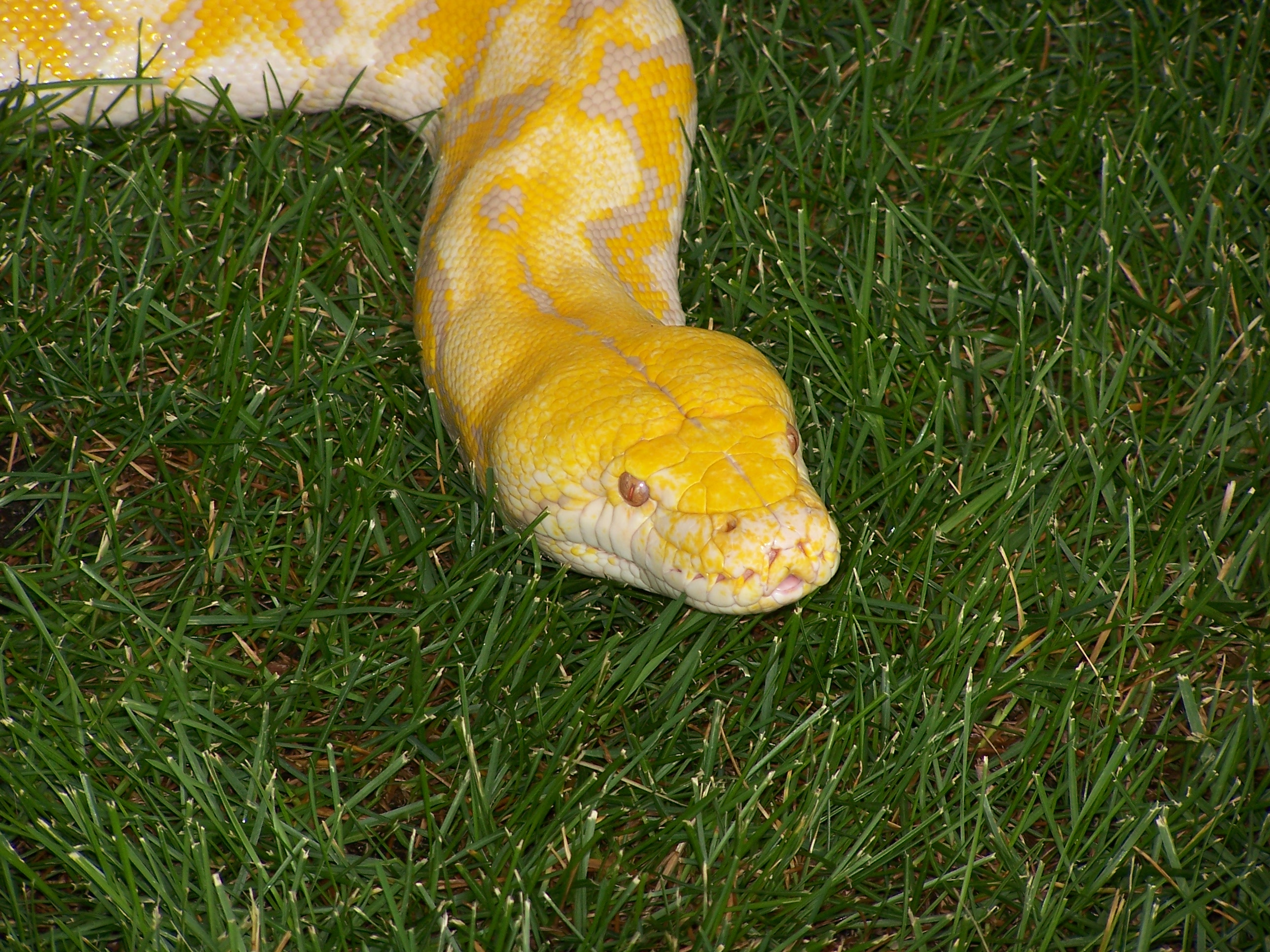
Een albino-exemplaar met duidelijk zichtbare labiale groeven aan de voorzijde.

De variatie in kleuren en patronen is echter groot, wat niet alleen te danken is aan het grote verspreidingsgebied, maar met name aan de vele eilanden waaruit dit bestaat. Hierdoor zijn veel populaties geografisch gezien geïsoleerd wat de variatie verklaart. De netpython komt op vele eilanden voor, en sommige populaties hebben zelfs per eiland een wat andere tekening, bijvoorbeeld de exemplaren op Java, terwijl van een ondersoort niet altijd sprake is. Zo kan de nettekening bruin met helder gele strepen zijn en komen ook exemplaren voor die helemaal geen nettekening hebben, maar eerder longitudinaal gestreept zijn.
Er komen ook albino's voor, die een witte basiskleur hebben, met soms een bonte gele maar voornamelijk helderblauwe nettekening. In de handel in exotische dieren wordt ook gekruist om bepaalde kleurencombinaties te verkrijgen, zo is onder andere de tiger-vorm verkregen, die in de natuur, maar zelden voorkomt. Bekende morphs zijn de Sun Tiger, de Super Tiger en de Titanium.
De meeste exemplaren bereiken een gemiddelde lengte van 4,5 tot 5,5 meter, maar er zijn gevallen bekend van meer dan zeven meter. Dergelijke lange exemplaren zijn altijd wilde vrouwtjes, want bij mannetjes of in gevangenschap gehouden exemplaren wordt een dergelijke lengte niet bereikt (meestal tussen de 3 en 4,5 m). Exemplaren van de ondersoort Malayopython reticulatus jampeanus, die ook wel dwergnetpython wordt genoemd, blijven twee keer zo klein als exemplaren van de nominaatvorm Malayopython reticulatus reticulatus.
Er zijn wel meldingen bekend van nog langere exemplaren, maar deze zijn nooit wetenschappelijk beschreven of berusten op grove overschattingen. Een bekend voorbeeld is een dierentuin in Indonesië, waar in 2003 een exemplaar van veertien meter zou wonen, die hiermee alle records van lange slangen verpletterde. Dit bleek echter een broodjeaapverhaal: bij een nameting bleek het dier nog geen zeven meter en was volgens een verklaring 'gekrompen'.
Een andere zeer lange slang is de anaconda, die gemiddeld groter wordt, maar waarvan geen exemplaren zijn beschreven langer dan tien meter. Ook een melding van een anaconda van meer dan 18,9 meter uit 1907 is niet wetenschappelijk vastgesteld. Doordat de anaconda veel dikker wordt, is het met maximaal 250 kilo wel de zwaarste slang ter wereld, de netpython wordt maximaal ongeveer 150 kg.

## Verspreiding en habitat

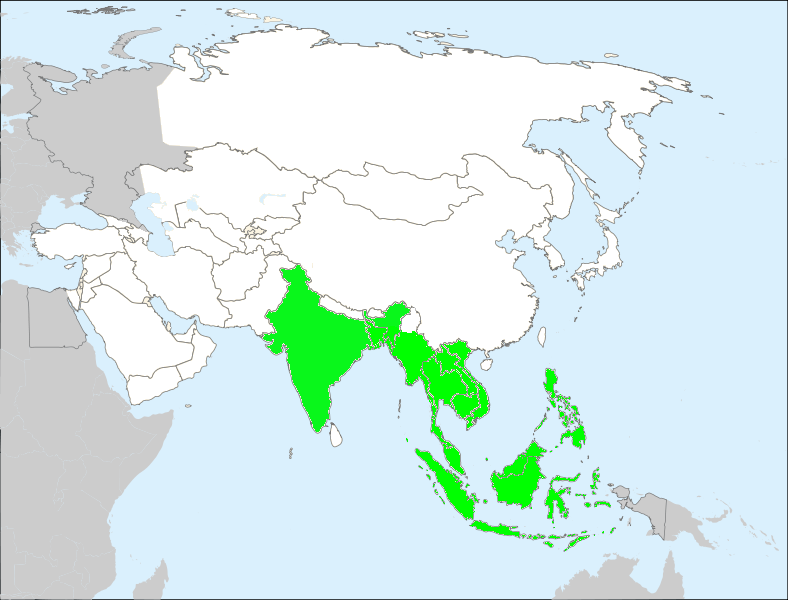
Verspreiding van de netpython in het groen.

De netpython komt oorspronkelijk uit Zuidoost-Azië; van zuidelijk China tot de Filipijnen tot grote delen van Indonesië, maar niet op Papoea-Nieuw-Guinea. In India komt de soort alleen voor op de Nicobaren. De python komt voor in de landen Bangladesh, Brunei, Cambodja, de Filipijnen, Indonesië, Laos, Maleisië (Malakka, oostelijk Maleisië, Tioman), Myanmar, Singapore, Thailand en Vietnam.
In Indonesië komt de python meer specifiek voor in Ambon, Anambaren, Babi, Batjan, vermoedelijk op Bali, Banda Besar, Banka, Bankak, Belitung, Boano, Borneo, Buru, Butung, Enggano, Flores, Halmahera, Haruku, Java, Kalimantan, Krakatau, Lang, Lombok, de Mentawai-eilanden, de Natuna-eilanden, Nias, Obira, de Riau-archipel, Saparua, Seram; Simeulue, de Soela-archipel, Sulawesi, Sumatra, Soembawa, Soemba, de Tanimbar-eilanden, Ternate, Timor en Verlate.
Op de Filipijnen komt de netpython voor op de eilanden Basilan, Bohol, Cebu, Leyte, Luzon, Mindanao, Mindoro, Negros, Palawan, Panay, Polillo, Samar, de Sulu-eilanden en Tawi-Tawi.
De habitat bestaat uit vochtige tropische en subtropische bossen, zowel in laaglanden als bergachtige streken en scrublands. Ook in door de mens aangepaste streken zoals weilanden en plantages kan de slang worden gevonden. De soort is aangetroffen van zeeniveau tot op een hoogte van ongeveer 1000 meter boven zeeniveau.

### Beschermingsstatus
Door de internationale natuurbeschermingsorganisatie IUCN is de beschermingsstatus 'veilig' toegewezen (Least Concern of LC).

## Levenswijze
De netpython is aan water gebonden en wordt zelden ver van een bron aangetroffen, de slang spendeert veel tijd in het water, loerend op prooien die komen drinken. De netpython is een goede klimmer, jonge exemplaren brengen veel tijd door in bomen, maar oudere exemplaren worden te zwaar en houden zich vaak op in de strooisellaag waaraan de kleur goed is aangepast. De slang is lethargisch; het dier is zeer inactief en spendeert vrijwel het gehele leven roerloos liggend in een hinderlaag voor prooien.
De netpython staat bekend als een vrij rustige slang, maar de agressiviteit hangt enigszins samen met de locatie waar de slang vandaan komt. Exemplaren uit Thailand en de Kleine Soenda-eilanden staan bekend als vrij rustig terwijl dieren uit Sulawesi sneller geïrriteerd zijn. Daarnaast zijn in het wild gevangen slangen moeilijker te benaderen dan in gevangenschap geboren dieren. Bij bedreiging wordt agressief gedrag getoond; de python zal luid sissen bij aanraking en kan snel uithalen met geopende bek. Indien gebeten wordt is het lastig de slang los te krijgen door de vlijmscherpe, naar achteren gekromde tandjes. De netpython is weliswaar niet giftig⁣, maar heeft vaak rottende etensresten tussen de tanden waardoor een beet kan leiden tot een ernstige infectie. Heel grote exemplaren zijn door hun lengte en gewicht zeer moeilijk te hanteren waardoor de verzorger zelfs omstrengeld kan worden door de slang wat te allen tijde voorkomen moet worden.

### Voedsel

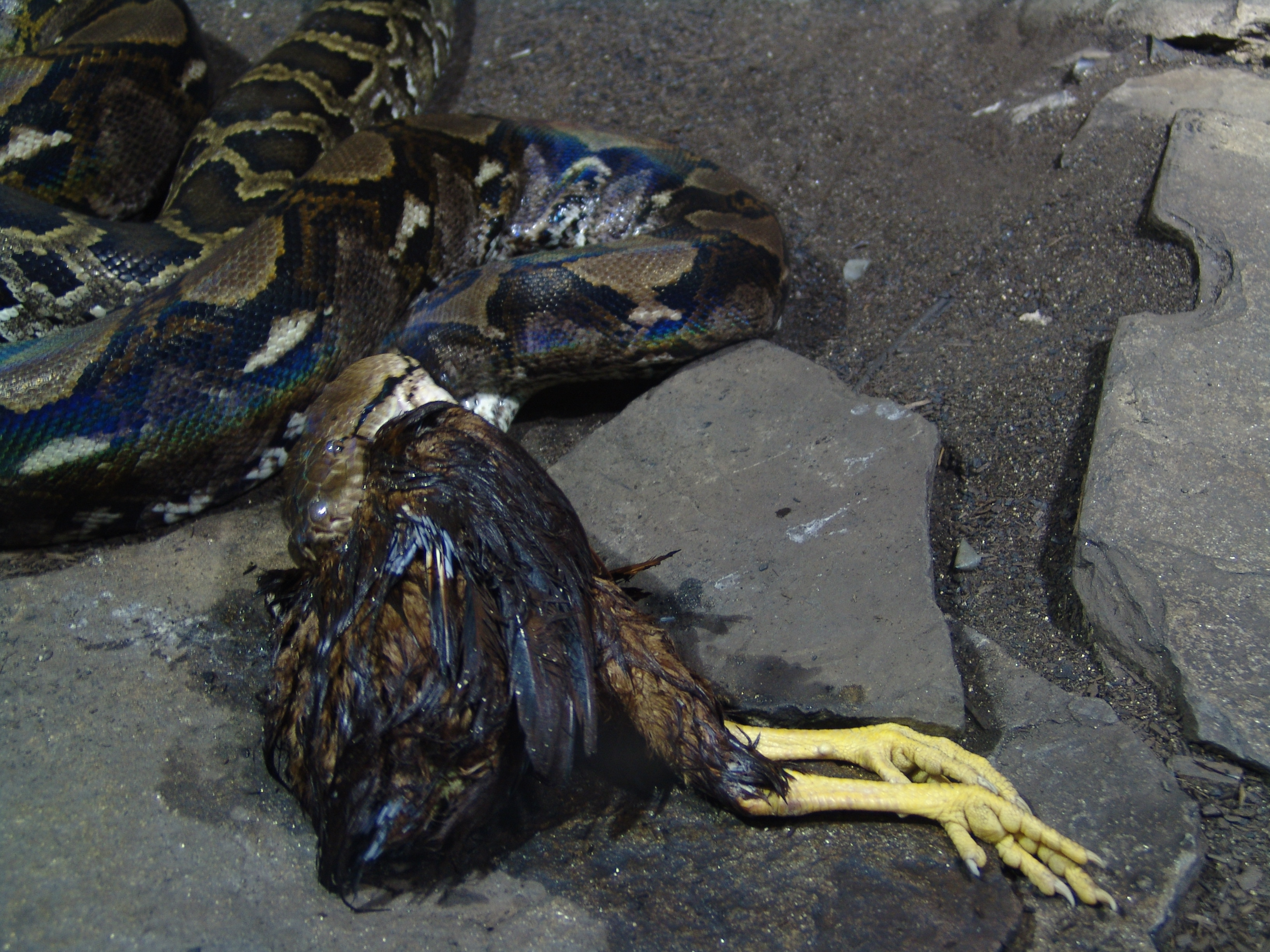
Een netpython eet een vogel.

Net als andere slangen is de netpython een zeer kundige jager die weet waar zijn prooien zich ophouden. De python ligt het grootste deel van zijn leven te wachten bij waterpartijen en looproutes van zoogdieren waar de kans groot is dat er zich prooien aandoen. Soms wordt actief gefoerageerd, maar dit kost de slang veel energie. De netpython spoort zijn prooi op door de bewegingen op te merken en met name door het oppikken van de geur. Met de labiale groeven kan het relatief warme lichaam van de prooi worden waargenomen.
De netpython is niet giftig en doodt zijn prooi door het lichaam eromheen te wikkelen en bij iedere uitademing van het prooidier iets strakker aan te trekken, totdat ademhaling onmogelijk wordt en de prooi stikt: versmachting. Kleinere prooien zoals grote insecten en kikkers worden levend doorgeslikt. Het voedsel bestaat voornamelijk uit knaagdieren en vogels, maar af en toe een grotere prooi. Het duurt afhankelijk van de grootte van de prooi dagen tot een week voor deze is verteerd. De slang zoekt gedurende deze tijd een beschutte plek op.
Doordat de slang een trage stofwisseling heeft kan hij toe met slechts enkele prooien per maand. Op grote prooien kan de slang maanden teren; van een in gevangenschap gehouden exemplaar is bekend dat de slang bijna twee jaar voedsel kan weigeren om vervolgens normaal te eten.
Jonge slangen eten kleinere gewervelden als ratten, volwassen exemplaren leven voornamelijk van vogels en zoogdieren. Ook grotere prooien als honden, apen, schubdieren, stekelvarkens en varkens worden gegeten. De python onderzoekt zijn prooi op de haarrichting en begint altijd bij de kop. Zo komt de prooi niet vast te zitten doordat haren of veren gaan uitstaan, met name bij stekelige prooien is dit belangrijk. Er zijn waarnemingen bekend van herten die werden gegeten, waarbij het gewei als het niet te groot is, wordt meeverteerd. Prooien met een groot gewei worden slechts deels doorgeslikt waarbij de slang soms aan de achterzijde van de prooi begint wat slangen normaal niet doen. Als de prooi bijna is verzwolgen wacht de python tot zijn sterke maagzuur het gewei week maakt waarna het afvalt. De netpython doodt soms mensen, maar het aantal fatale gevallen is gering. Er zijn zowel gevallen bekend van slachtoffers in het natuurlijke verspreidingsgebied als mensen die werden aangevallen door in gevangenschap gehouden dieren. In 2008 werd een 25-jarige vrouw gedood door een bijna vier meter lang exemplaar, in 2009 werd een peuter bijna gewurgd door een netpython waarbij de slang werd doodgestoken.
Een volwassen netpython heeft geen natuurlijke vijanden meer maar oudere en verzwakte exemplaren leven niet lang door aanvallen van opportunistische roofdieren. Jongere exemplaren vallen ten prooi aan wilde zwijnen, knobbelzwijnen, krokodilachtigen en verschillende roofvogels. De levensverwachting van slangen in het wild is ongeveer 23 jaar, in gevangenschap gehouden exemplaren kunnen 25 tot 29 jaar oud worden.

### Voortplanting en ontwikkeling
Het vrouwtje zet ongeveer veertig tot vijftig eieren af, maar het aantal eieren kan oplopen tot meer dan honderd, wat zeer uitzonderlijk is bij slangen. Bij de meeste reptielen die veel eieren afzetten zijn de eieren relatief klein, maar de eieren van de netpython zijn vrij groot. Ze zijn zo'n tien tot dertien centimeter lang en meer dan 250 gram zwaar. Het ei is wit tot witgeel van kleur, de schaal is glanzend en dun en is kleverig waardoor de eieren gemakkelijk aan elkaar kleven en minder snel uitdrogen. Ze worden afgezet in holen van andere dieren, termietenheuvels of in grotten. De eieren worden door de moeder omstrengeld ter bescherming. Het lichaam van het moederdier verhoogt door spier samentrekkingen en door vibraties met haar lichaam ook de temperatuur van de eieren. Door spiercontracties wordt het lichaam iets warmer wat de embryonale ontwikkeling bevordert. De eieren ontwikkelen zich bij een temperatuur van 31 à 32 graden Celsius en hebben een incubatietijd van ongeveer 3 maanden. Gedurende de paartijd eet het vrouwtje meestal niet, pas als de eieren zijn uitgekomen wordt het nest verlaten en weer naar voedsel gezocht. Ook bij de mannetjes is dit gedrag beschreven. De juvenielen zijn bij uitkomen ongeveer 60 tot 75 centimeter lang. Ze blijven de eerste dagen bij het nest tot de eerste vervelling heeft plaatsgevonden waarna ze ieder hun gang gaan. De jongen zijn na 5 tot 6 jaar volwassen bij een lengte van ongeveer 3 meter. Mannetjes zijn aanzienlijk kleiner als ze volwassen worden in vergelijking met de vrouwtjes.
De netpython groeit als juveniel zeer snel maar naarmate de slang ouder wordt, verloopt de groei steeds trager. Een juveniel kan binnen twee jaar van 60 centimeter tot zo'n twee meter lang worden waarbij de lengte met factor 3,3 toeneemt. Een exemplaar van drie meter kan er echter elf jaar over doen om een lengte van 6,4 meter te bereiken wat slechts iets meer dan een verdubbeling is.
Hoewel de soort gewoonlijk geslachtelijk voortplant, is bij de netpython ook al ongeslachtelijke voortplanting vastgesteld.

## De netpython en de mens

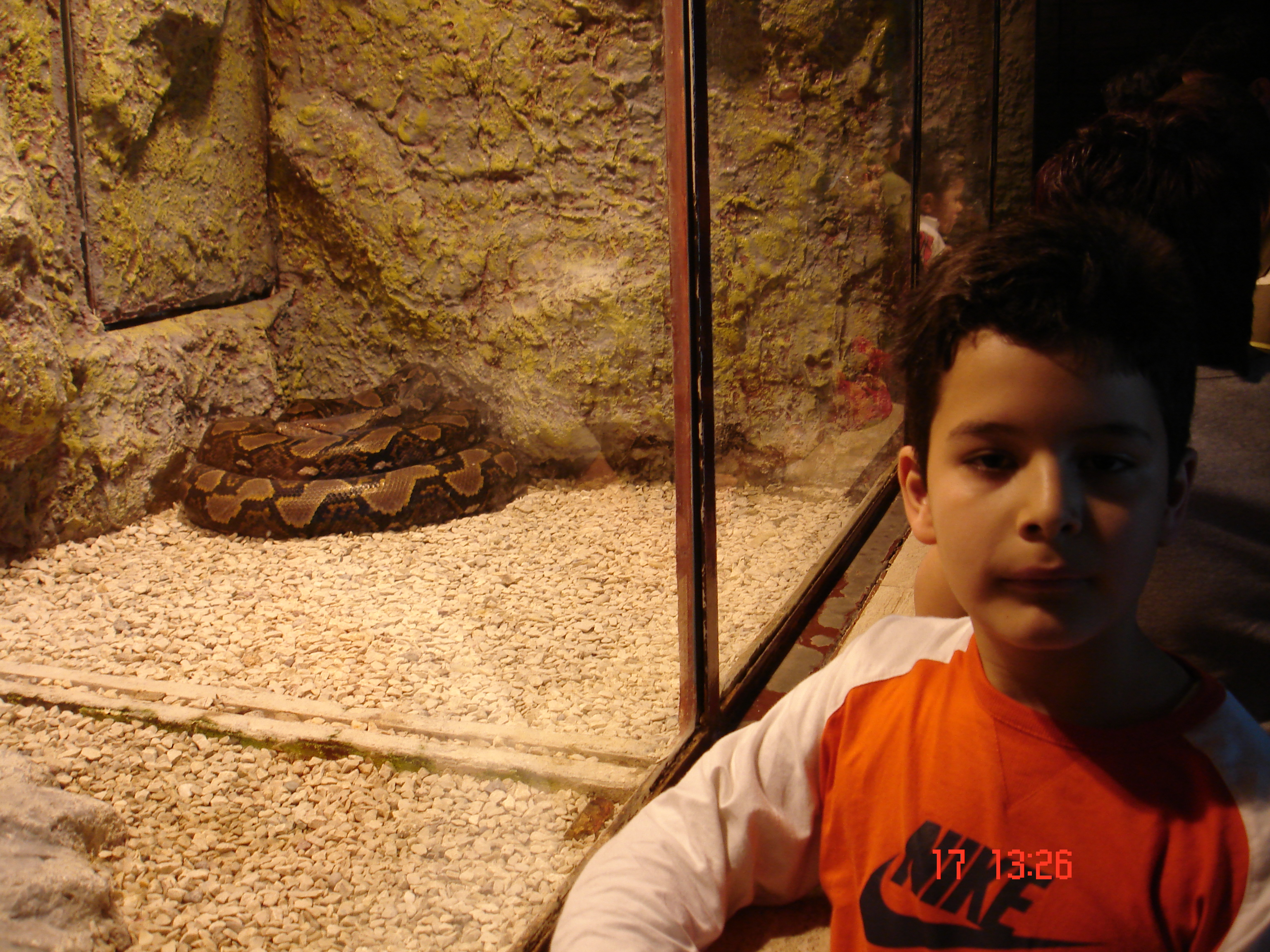
De netpython is populair in dierentuinen

De netpython is een van de dieren die een mens kunnen doden. Ze zullen dit, in tegenstelling tot de meeste dodelijke slangen, niet doen uit zelfverdediging door te bijten, maar door mensen te wurgen en vervolgens op te eten door het gehele lichaam vanaf het hoofd door te slikken. Zo werd in maart 2017 in het Indonesische West-Sulawesi een 25-jarige man door een netpython gedood en opgegeten. In juni 2018 trof een 54-jarige vrouw op het Indonesische eiland Muna hetzelfde lot.
De python heeft over het algemeen meer te vrezen van de mens dan andersom; er wordt om verschillende redenen jacht gemaakt op de slang. De netpython wordt vooral gevangen en gedood om het vlees dat als een delicatesse wordt gezien. De huid wordt verwerkt tot slangenleer en over de gehele wereld geëxporteerd. De hoeveelheden zijn door de decennia heen echter sterk achteruitgegaan door het kleinere aanbod als gevolg van de jacht. In 1929 werden nog vijf miljoen slangenhuiden geïmporteerd in de Verenigde Staten, in 1950 waren dit er nog vier miljoen, tegenover zes miljoen in Groot-Brittannië. In 1992 werden in Groot-Brittannië nog slechts 125.000 slangenhuiden geïmporteerd, waarvan ongeveer de helft afkomstig van de netpython.
Een andere bedreiging is het vangen van de slang voor consumptie. Onder andere de Dajaks, enkele volkeren uit de binnenlanden van Borneo, beschouwen de python als bushmeat. Niet alleen de slang zelf wordt geconsumeerd, maar ook eventuele verzwolgen prooien, mits deze vers zijn.
Door Chinezen worden netpythons gevangen om gewassen, oogsten of opslagplaatsen voor voedsel te beschermen tegen knaagdieren als muizen en ratten. Daarnaast is de handel in exotische dieren een bedreiging omdat de gevangen dieren de populaties in aantal doet achteruitgaan. De belangrijkste bedreiging is echter het versnipperen, aanpassen of vernietigen van de habitat, wat het verspreidingsgebied verkleint.
De eerste in een dierentuin gehouden netpython is voor zover bekend in de Reptielenzoo in Vlissingen geboren. Het dier was bij zijn geboorte eind april 2007 80 cm lang. Bij de Reptielenzoo is ervoor gekozen om niet alle eieren uit te broeden, omdat er bij dierentuinen nauwelijks interesse is in deze dieren. Overigens hebben diverse particulieren in Europa, waaronder in Nederland, al netpythons weten te fokken.

## Afbeeldingen

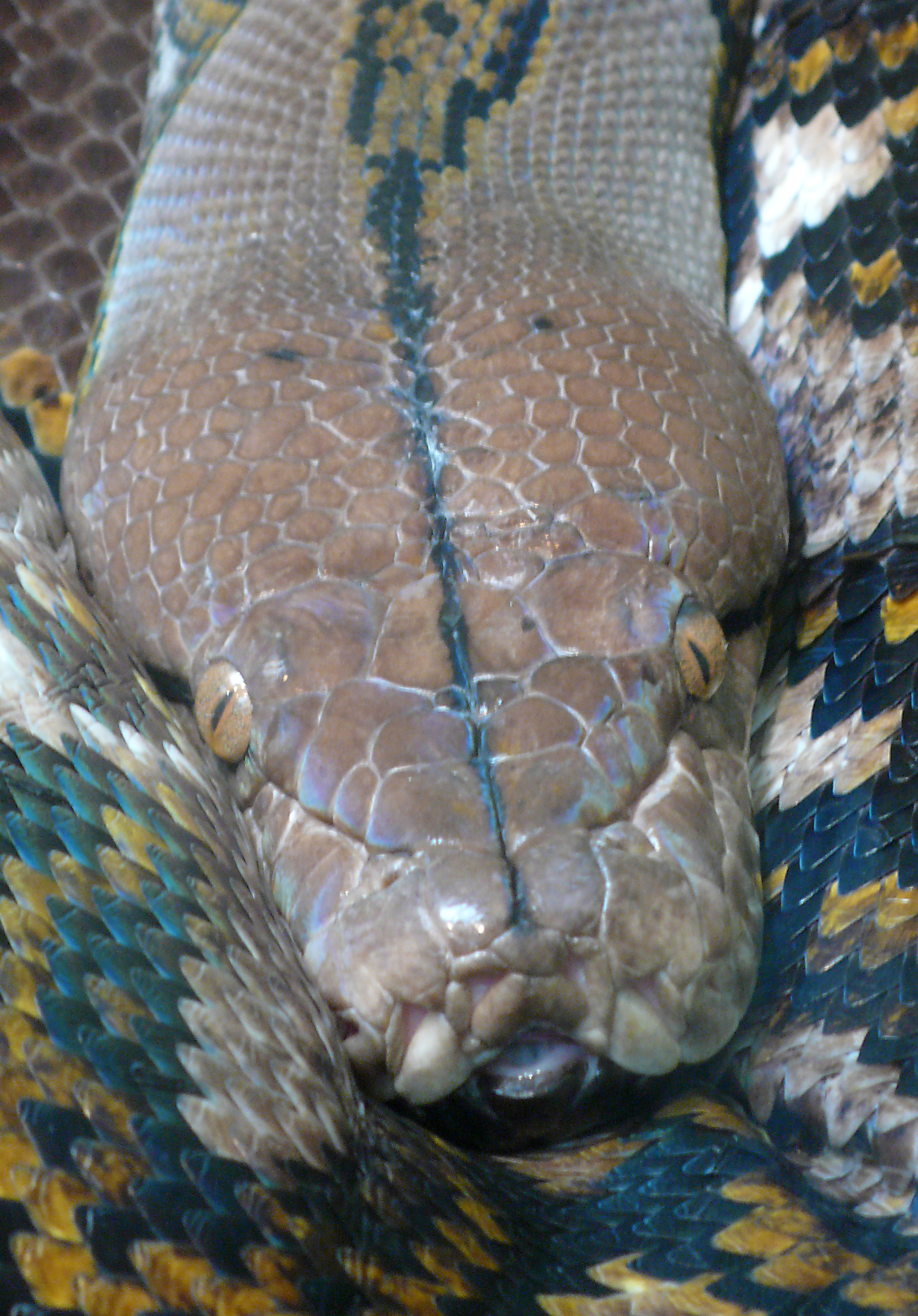
Detail van de kop
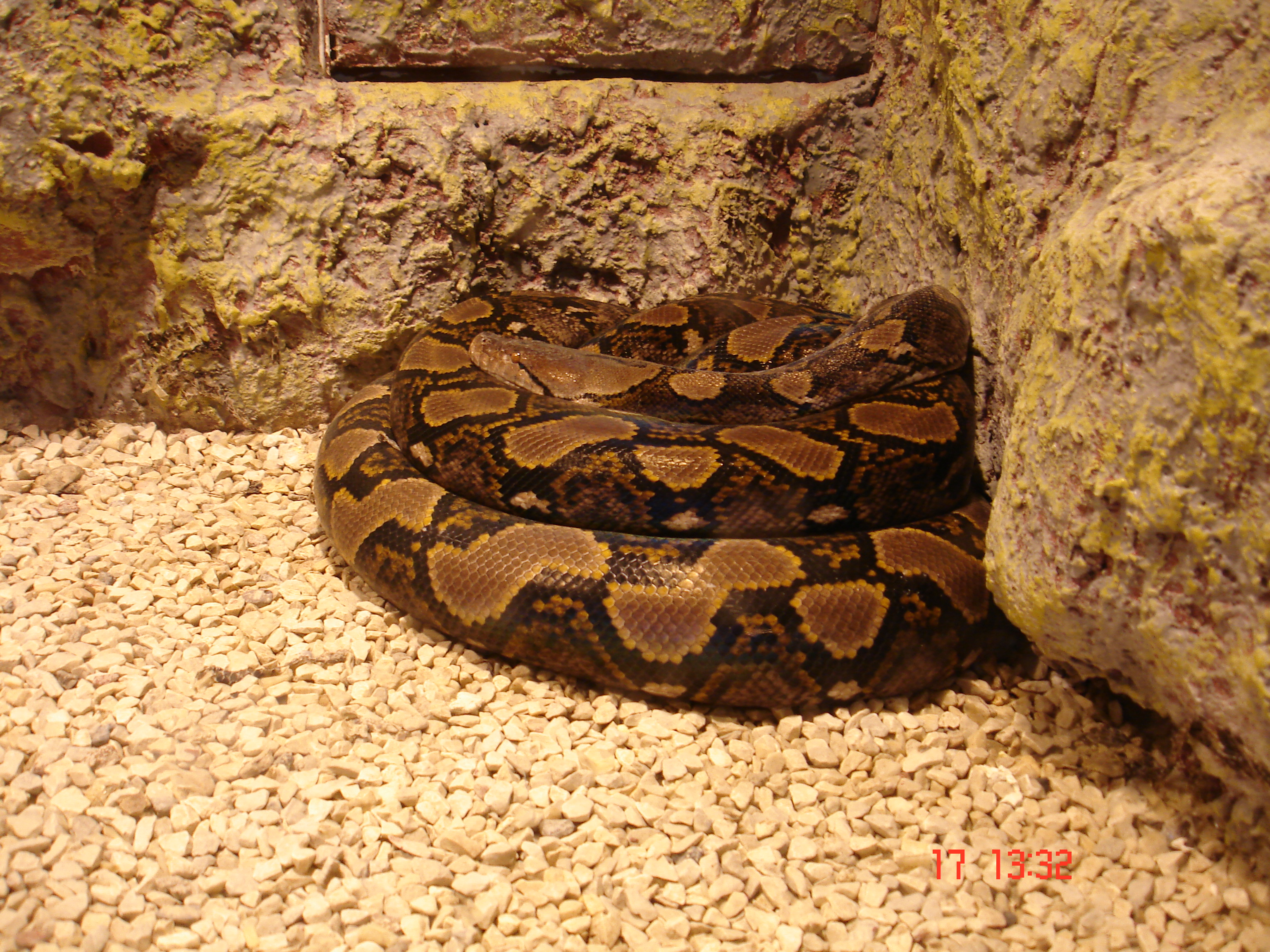
Exemplaar in een dierentuin
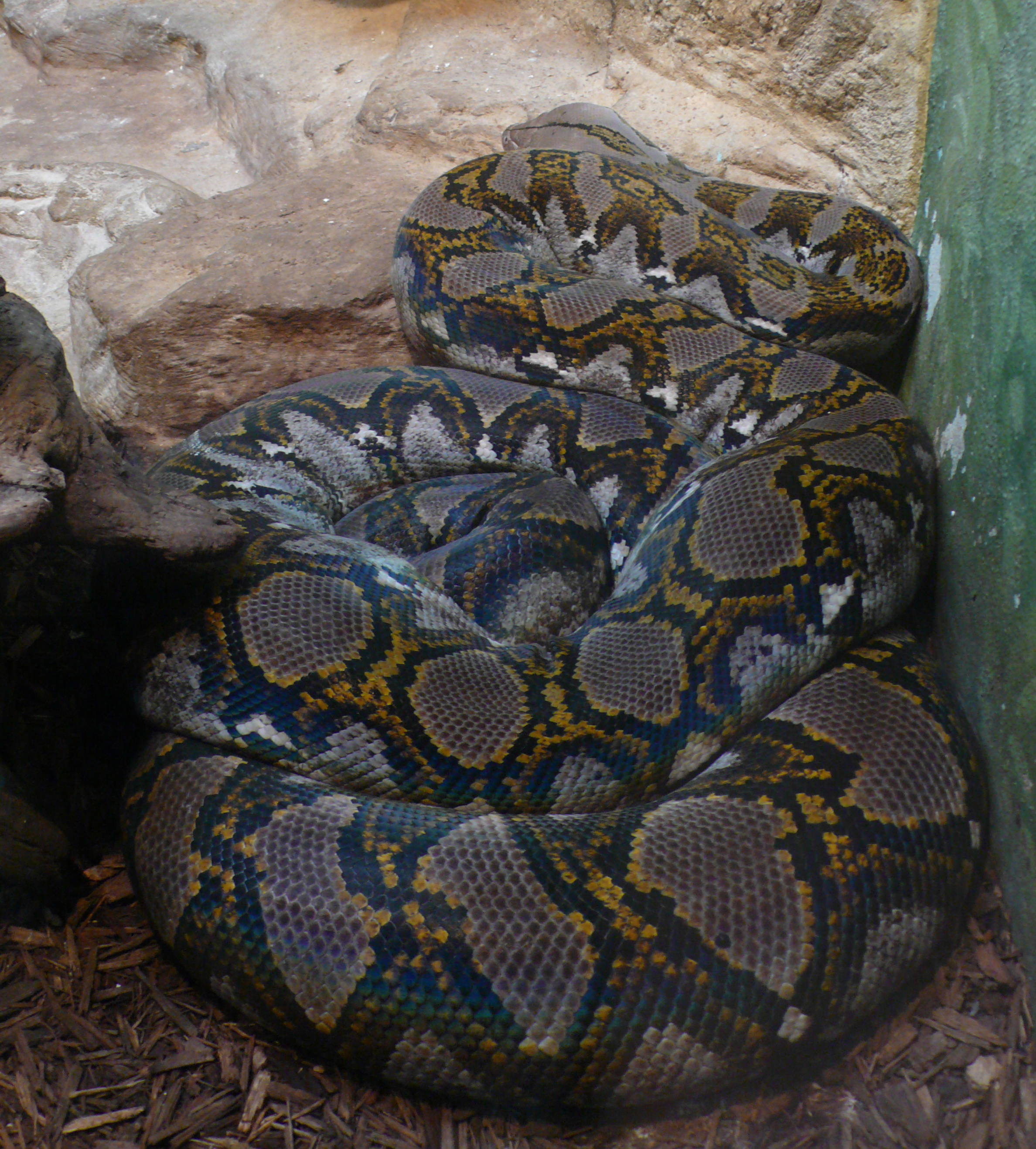
Een in gevangenschap gehouden exemplaar
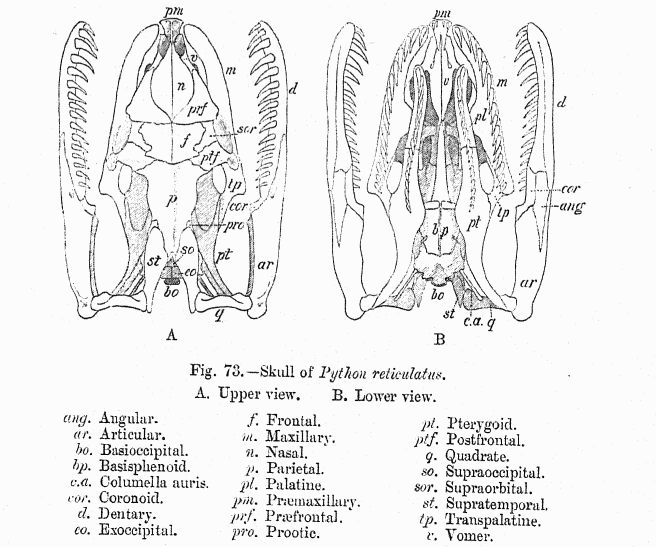
Tekening van de schedel door Boulenger
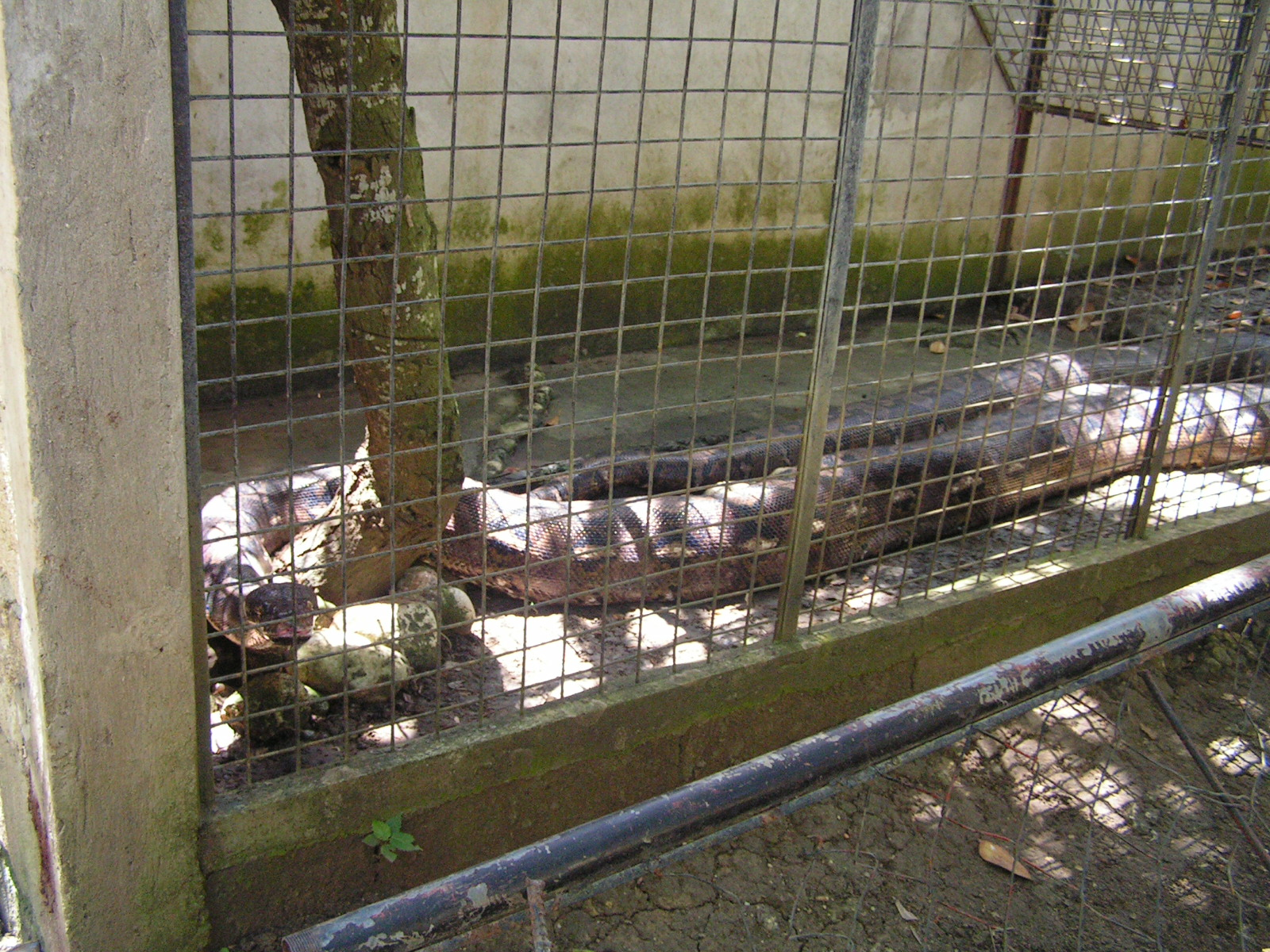
Een exemplaar in een dierentuin van Bohol, Filipijnen
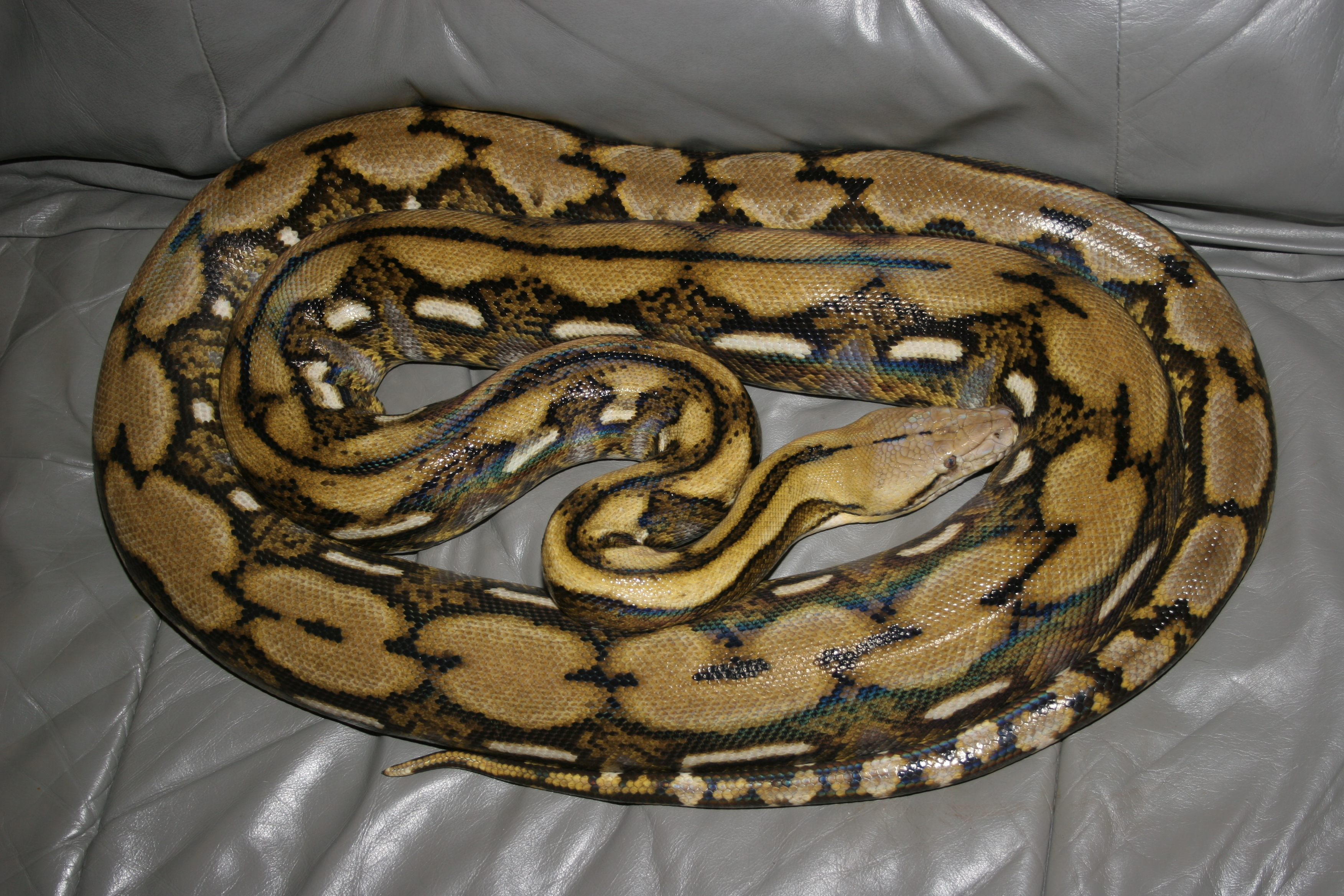
Een tweejarig vrouwtje
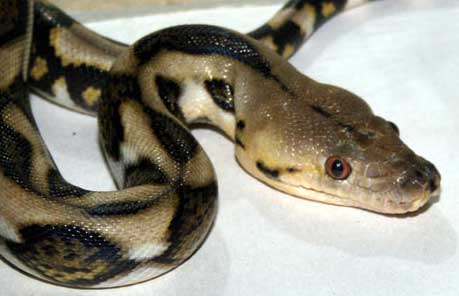
Een juveniel van zes maanden
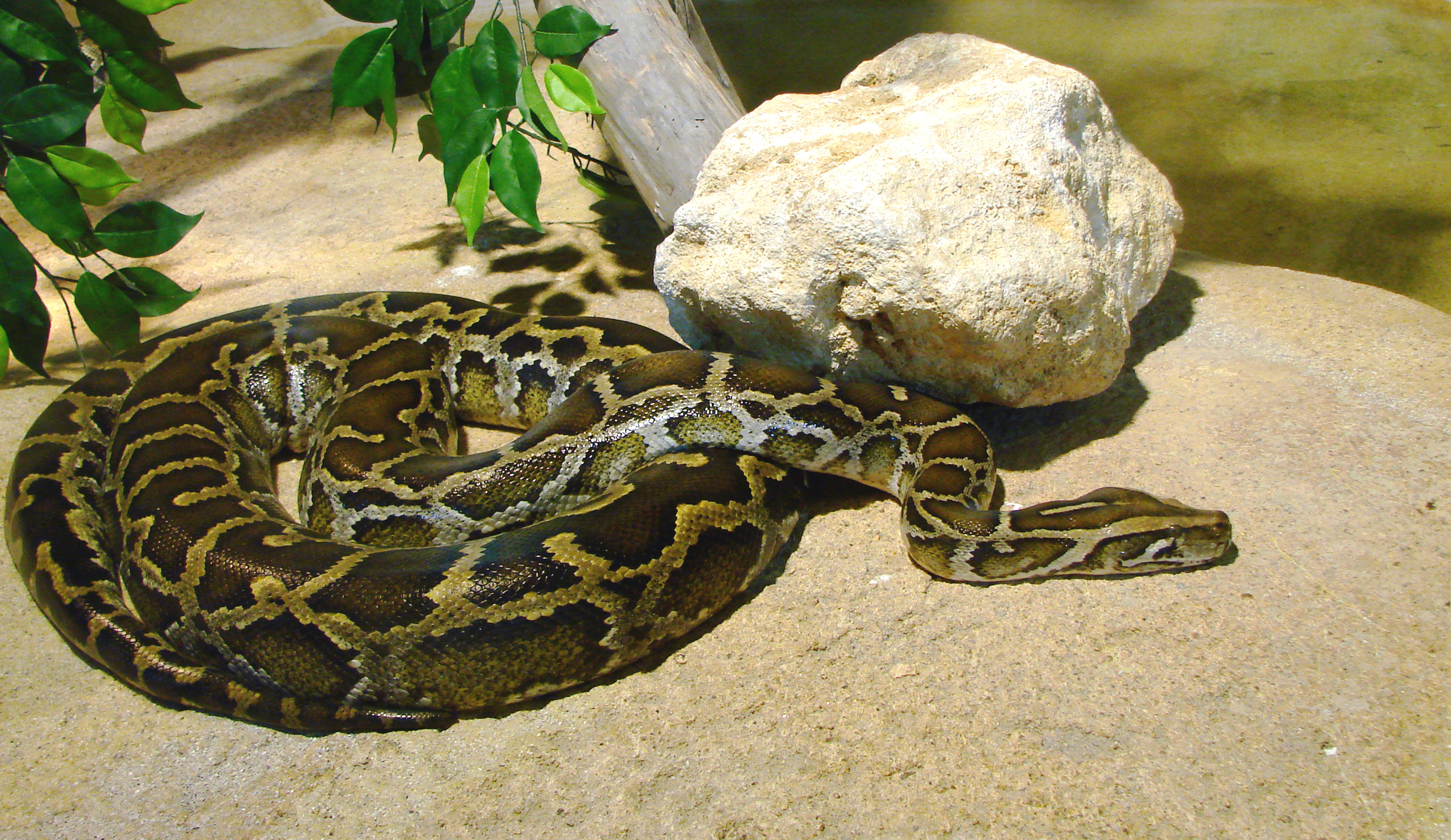
De netpython is moeilijk te onderscheiden van sommige andere slangen zoals de tijgerpython (Python molurus)